# Anne Buttimer
Anne Buttimer   (Cork, 31 d'octubre de 1938 - Dublín, 15 de juliol de 2017) va ser una geògrafa irlandesa, professora emèrita a la University College Dublin.
Va ser professora a les universitats de Lovaina, Seattle, Glasgow, Clark i Lund. Va estudiar en un moment de renovació en el camp de la geografia i en les universitats capdavanteres en aquest camp. Va doctorar-se a la Universitat de Washington el 1965 i es decantà cap a un enfocament social i humanístic de la geografia, a partir dels seus estudis sobre la geografia clàssica francesa. La seva obra més coneguda és Society and milieu in the french Geographic Tradition (1971).
Va ser presidenta de la Unió Geogràfica Internacional (2000–2004) i vicepresidenta de l'Academia Europaea (2012). El 2014 va rebre el Premi Vautrin Lud, col·loquialment conegut com el "Nobel de la Geografia".